# Famille Salemann
 (juin 2023).
La famille Salemann (Залеман en russe) est une famille germano-balte.

## Histoire
La famille Salemann est originaire de Poméranie. Un certain Peter Saleman est cité en 1468 comme membre du conseil de la ville de Schlawe. Son sceau, conservé aux archives de l'État, semble représenter un bras avec une fleur. La famille Salemann est intégrée à la noblesse russe en la personne du professeur Robert Salemann (de) (1813-1874).

## Personnalités
- Goerg (I) Salemann, étudiant à Frankfort (1556), pasteur de Ristow et de Rötzenhagen, et chef du trésor de l'église de Schlawe (1577).
  - Son fils Goerg (II) est cité comme citoyen et marchand de Schlawe.
    - Georg (III) Salemann (de) (1597, Ristow, Poméranie - 1657, Tallinn, Duché d'Estonie), théologien, pasteur à Tallinn, auteur et traducteur. Fils de Georg (II) et père du suivant.
      - Joachim Salemann (de) l'Aîné (1627-1701), magister, docteur en théologie, évêque luthérien de Tallin et d'Estonie. Père des trois suivants.
        - Gebhard Salemann (1659-1710), pasteur à Tallinn, décédé comme son frère Joachim Le Jeune lors de l'épidémie de peste de 1710.
        - Joachim Salemann (et) le Jeune (1664-1710), magister, pasteur de Ampel, diacre de St-Nicolas de Tallinn.
        - Georg Saleman (de) (1670, Tallinn - 1729, Copenhague), peintre miniaturiste.

Autre branche issue de Georg (III):
- Karl Johann Saleman (de) (1769-1843), maire de Tallinn, président du consistoire de la ville et fondateur de l'orphelinat "Martin Luther" de Tallinn.
  - Hermann Salemann (1808-1887), lieutenant-colonel russe. Père du suivant et frère de Robert.
    - Carl Salemann (1849-1916), orientaliste germano-balte.

  - Robert Salemann (de) (1813-1874), sculpteur, professeur d'université russe et membre de l'Académie impériale des Arts. Père du suivant.
    - Hugo Saleman (1859-1919), sculpteur, professeur de l'Académie impériale.

## Galerie

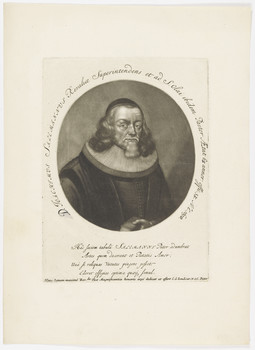
Msg Joachim Salemann, évêque luthérien d'Estonie
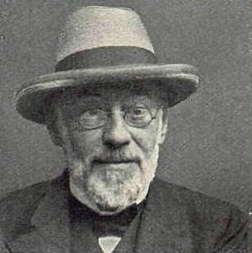
Karl Salemann, orientaliste
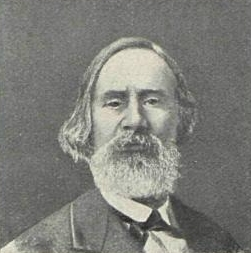
Robert Salemann, sculpteur
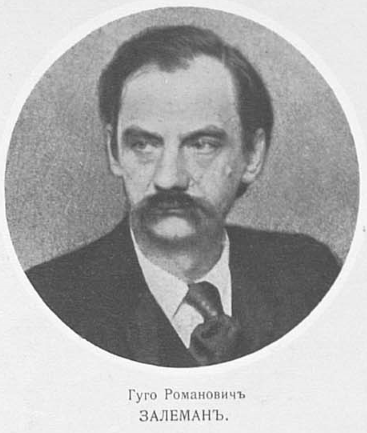
Karl Salemann, sculpteur